# Krokodil Dundee öröksége
A Krokodil Dundee öröksége (eredeti cím: The Very Excellent Mr. Dundee) 2020-ban bemutatott amerikai-ausztrál filmvígjáték, amelynek rendezője Dean Murphy, forgatókönyvírója Robert Mond és Dean Murphy. A főszerepben Paul Hogan, Chevy Chase, John Cleese, Olivia Newton-John és Kerry Armstrong látható.
2020. július 17-én jelent meg az Amazon Prime Video-on.

## Szereplők
| Szerep                   | Színész             | Magyar hang        |
| ------------------------ | ------------------- | ------------------ |
| Paul                     | Paul Hogan          | Reviczky Gábor     |
| Chase, Paul fia          | Jacob Elordi        | Fehér Tibor        |
| Chevy                    | Chevy Chase         | Csankó Zoltán      |
| John                     | John Cleese         | Szersén Gyula      |
| Olivia                   | Olivia Newton-John  | Kisfalvi Krisztina |
| Reggie                   | Reginald VelJohnson | Faragó András      |
| Wayne                    | Wayne Knigh         | Háda János         |
| Angie                    | Rachael Carpani     | Németh Borbála     |
| Emilio                   | Paul Fenech         | Szokol Péter       |
| Neville Dundee           | Shane Jacobson      | Schneider Zoltán   |
| Ella, Paul randipartnere | Kerry Armstrong     | Kovács Nóra        |
| Lucy                     | Charlotte Stent     | Bak Julianna       |
| Önmaga                   | Luke Hemsworth      | Moser Károly       |
| Önmaga (archív felvétel) | Chris Hemsworth     | Zöld Csaba         |
| Önmaga (archív felvétel) | Mel Gibson          | Koncz István       |
| Önmaga (archív felvétel) | Hugh Jackman        | Posta Victor       |

## Gyártás
A film forgatására az ausztráliai Melbourneben és a kaliforniai Los Angelesben került sor 2018-ban.

## Bemutató
A filmet eredetileg a tervek szerint 2020. április 30-án mutatták volna be az ausztrál mozikban, azonban a COVID-19 világjárvány miatt lemondták a mozi-bemutatót.
A Krokodil Dundee örökségét kizárólag az Amazon Prime Video adta 2020. július 17-én.

### Elismerések
| Díj             | Kategória                                             | Részes(ek)  | Eredmény | Hivatkozás |
| --------------- | ----------------------------------------------------- | ----------- | -------- | ---------- |
| Arany Málna-díj | Arany Málna díj a legrosszabb férfi mellékszereplőnek | Chevy Chase | Jelölve  | [ 3 ]      |

## Fordítás
- Ez a szócikk részben vagy egészben  a   The Very Excellent Mr. Dundee című angol Wikipédia-szócikk fordításán alapul.  Az eredeti cikk szerkesztőit annak laptörténete sorolja fel. Ez a jelzés csupán a megfogalmazás eredetét és a szerzői jogokat jelzi, nem szolgál a cikkben szereplő információk forrásmegjelöléseként.